# 美国国防部
美国国防部（英語：United States Department of Defense，簡稱或）是美國聯邦行政部門之一，主要負責統合國防與陸海空軍（美軍），其總部大樓位於五角大楼（The Pentagon），因此人们也常用五角大楼作為美國國防部的代稱。国防部的行政首長是國防部長，依照美国法律由文官擔任。美國國防部設有三個軍事部門：陆军部、海军部與空軍部，以及設有四個情報機構：國家安全局、國防情報局、國家地理空間情報局與國家偵察局，涵蓋除海岸防衛隊外的所有美國军事力量。除此之外，美國國防部亦設有若干國防幕僚與研究單位，同時管轄各軍校。
1947年，美国政府將軍隊管理中央化，將軍事指揮權統一交由新成立的「國家軍事機構」（National Military Establishment），除了將陆军部與海军部交由其管轄之外，同时将美國陸軍航空軍升格为独立的美國空軍，建立一个直屬於該機構的空军部。至1949年8月10日，國家軍事機構才更名為國防部。美国国防部现在的组织是按照美国国会通过的1986年的《高華德－尼可拉斯法案》（Goldwater-Nichols Act of 1986）。按照这个法案，军事命令是从美国总统通过美国国防部长直接到美国战区司令官。參謀長聯席會議有责任管理美国武器和後备军人，参谋长聯席會議主席也担任总统和国家安全委员会的首席军事顾问，但是参联会没有指挥权。

## 机构设置
美国国防部设部长（Secretary，行政等级第一级）、常务副部长（Deputy Secretary，行政等级第二级）、副部长（Under Secretary，行政等级第三级）、助理部长（Assistant Secretary，行政等级第四级〔相当于司局长级〕）、副部长帮办（Deputy Under Secretary，行政等级第五级〔相当于副司局长级〕）、副助理部长（Deputy Assistant Secretary，行政等级第五级〔相当于副司局长级〕）等高级管理职位。
美国陆军部、海军部、空军部部长（Secretary）属于行政等级第二级；副部长（Under Secretary）属于行政等级第三级；助理部长（Assistant Secretary）属于行政等级第四级。
- 国会和府际事务办公室
- 公共事务办公室

管理与行政办公室
- 首席采购官办公室
- 首席信息官办公室
- 总法律顾问办公室
- 首席人力资源官办公室
- 民权办公室
- 首席信息安全官办公室
- 首席人力资本官办公室
- 首席技术官办公室
- 首席运营官办公室
- 首席财务官办公室

美国一体化作战司令部
- 美國中央司令部（CENTCOM）
- 美國歐洲司令部（EUCOM）
- 美國非洲司令部（AFRICOM）
- 美國北方司令部（NORTHCOM）
  - 阿拉斯加司令部（英语：Alaskan Command）
- 美國印太司令部（PACOM）
  - 驻韩美军
- 美國南方司令部（SOUTHCOM）
- 美國特種作戰司令部（USSOCOM）
- 美國戰略司令部（STRATCOM）
- 美国网络司令部
- 美國運輸司令部（TRANSCOM）
- 美國太空司令部

其他所属机构
- 国家国防图书馆
- 国家情报大学（英语：National Intelligence University）
- 战争学院
- 联合部队司令部
- 美国海军舰队司令部
- 联合部队参谋学院（英语：Joint Forces Staff College）
- 联邦投票援助项目（英语：Federal Voting Assistance Program）
- 联合军事情报学院（英语：National Intelligence University）
- 化学与生物防御联合项目执行办公室
- 军人事务办公室
- 美軍工業學院（英语：Dwight D. Eisenhower School for National Security and Resource Strategy）
- 国内安全联盟委员会（英语：Domestic Security Alliance Council）
- 国防业务局
- 信息安全自动化项目（英语：Information Security Automation Program）
- 国防创新咨询局
- 国防政策局咨询委员会
- 美国空军科学咨询局
- 预备役政策局
- 信息资源管理学院
- 國防大學
- 国防采购大学
- 美軍放射生物研究所（英语：Armed Forces Radiobiology Research Institute）
- 国防科技安全管理局（英语：Assistant Secretary of Defense for Global Strategic Affairs）
- 国防部测试资源管理中心
- 国防法务局
- 国际事务办公室
- 德怀特·艾森豪威尔国家安全与资源战略学院
- 国防部统计办公室
- 行政审查局（英语：Administrative Review Board）
- 全合作伙伴接入网（英语：All Partners Access Network）
- 网络安全和信息系统信息分析中心（英语：Cyber Security and Information Systems Information Analysis Center）
- 国防部新媒体
- 国防部新闻频道（英语：DoD News Channel）
- 联合反临时威胁组织（英语：Joint Improvised-Threat Defeat Organization）
- 联合空中和导弹防御组织（英语：Joint Integrated Air and Missile Defense Organization）
- 美国安全援助组织（英语：United States Security Assistance Organizations）
- 国家编纂局（英语：National Codification Bureau）
- 军事行动研究会（英语：Military Operations Research Society）
- 国防部总监察长办公室

陸軍部
- 美國陸軍
- 西点军校
- 国际事务办公室
- 统计办公室
- 安全办公室
- 美国陆军工程兵部队
- 陆军民事警察部（英语：Department of the Army Civilian Police）
- 陆军民事安全部队
- 美国陆军后备役部队（英语：United States Army Reserve）
- 陆军惩戒司令部
- 陆军警察部
- 陆军纹章学院（英语：United States Army Institute of Heraldry）
- 皮卡汀尼兵工厂（英语：Picatinny Arsenal）

海軍部
- 美國海軍
  - 美国海军学院
    - 美国海军学院警察

  - 美国海军犯罪调查局
  - 海军总监察长
  - 统计办公室
  - 国际事务办公室
  - 美国海军图书馆
  - 美国海军应急管理办公室
  - 海军历史遗产指挥部（英语：Underwater Archaeology Branch, Naval History & Heritage Command）
  - 海军预备役
  - 海军警察部
- 美國海軍陸戰隊
  - 海军陆战队情报办公室（英语：Marine Corps Intelligence）
  - 统计办公室
  - 国际事务办公室
  - 安全办公室
  - 海军陆战队图书馆
  - 海军陆战队应急管理办公室

美國空軍部
- 美國空軍
- 安全办公室
- 统计办公室
- 国际事务办公室
- 空军图书馆
- 空军应急管理办公室
- 美国空军保安部队
- 空军警察部
- 美国空军预备役司令部
- 美國太空軍
- 美国民间航空巡逻队
  - 民间航空巡逻队警察
  - 安全办公室
  - 应急管理办公室
  - 情报办公室
  - 民间航空巡逻队图书馆
  - 国际事务办公室
  - 统计办公室

参谋长联席会议
- 参联会警察
- 安全办公室
- 应急管理办公室
- 参联会情报办公室
- 参联会图书馆
- 国际事务办公室
- 统计办公室

美国国民警卫队
- 安全办公室
- 国际事务办公室
- 应急管理办公室
- 统计办公室
- 国民警卫队医药办公室
- 国民警卫队情报办公室
- 空军国民警卫队
  - 安全办公室
  - 国际事务办公室
  - 应急管理办公室
  - 统计办公室
- 陆军国民警卫队
  - 安全办公室
  - 国际事务办公室
  - 应急管理办公室
  - 统计办公室
  - 各州国民警卫队（包括陆军和空军）

所有其他警察、图书馆和统计局、国际事务、应急管理、安全、情报和医药机构
- 所有预备役军官训练营（陆军、海军和空军）
- 國防高級研究計劃局
- 军营超市管理处
- 國防合同審計局（英语：Defense Contract Audit Agency）
- 國防合約管理局（英语：Defense Contract Management Agency）
- 國防財務和會計局（英语：Defense Finance and Accounting Service）
  - 国防财务与会计局失业债务管理中心（DFAS）
- 退伍军人之家（英语：Armed Forces Retirement Home）
- 國防信息系統局（英语：Defense Information Systems Agency）
- 國防情報局（DIA）
  - 国防秘密处（英语：Defense Clandestine Service）
- 國防後勤局
  - 国防后勤局警察
- 國防安全合作局
- 國防安全處（英语：Defense Security Service）
- 美国国防技术信息中心
- 國防威脅降低局
- 美国导弹防御署
- 國家安全局
  - 中央安全处（英语：Central Security Service）
  - 国安局警察
- 國家偵察局
- 國家地理空間情報局
- 五角大廈保安局（英语：Pentagon Force Protection Agency）
- 国防部媒体活动（英语：Defense Media Activity）
- 國防戰俘/失蹤人員辦公室
- 國防部教育活動（英语：Department of Defense Education Activity）
- 国防部应急管理局
- 国防安全办公室
- 美國五角大廈警察（英语：United States Pentagon Police）
- 國防部下屬學校（英语：Department of Defense Dependents Schools）
- 國防人力資源活動（英语：DoD Human Resources Activity）
- 經濟調節辦公室（英语：Office of Economic Adjustment）
- 三軍醫療照護（英语：Tricare）
- 華盛頓總部辦事處（英语：Washington Headquarters Services）

## 徽章标志

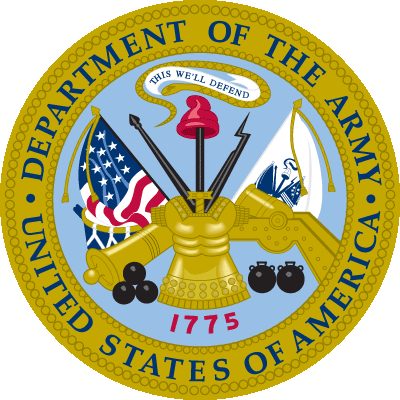
美国陆军徽章
美國海軍徽章
美国海军陆战队徽章
美國海岸防衛隊徽章
美国空军徽章
美國太空軍徽章
参谋长联席会议徽章
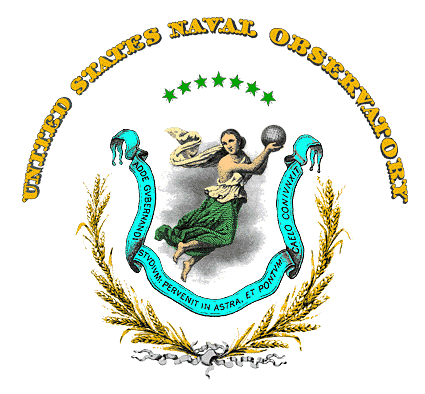
美国海军天文台徽章
美国特种部队司令部徽章
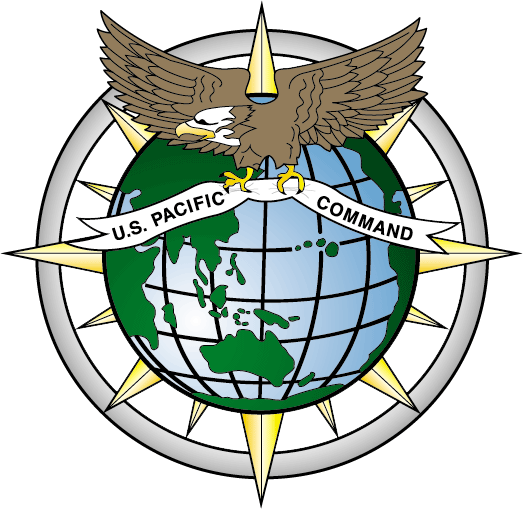
美国太平洋司令部徽章
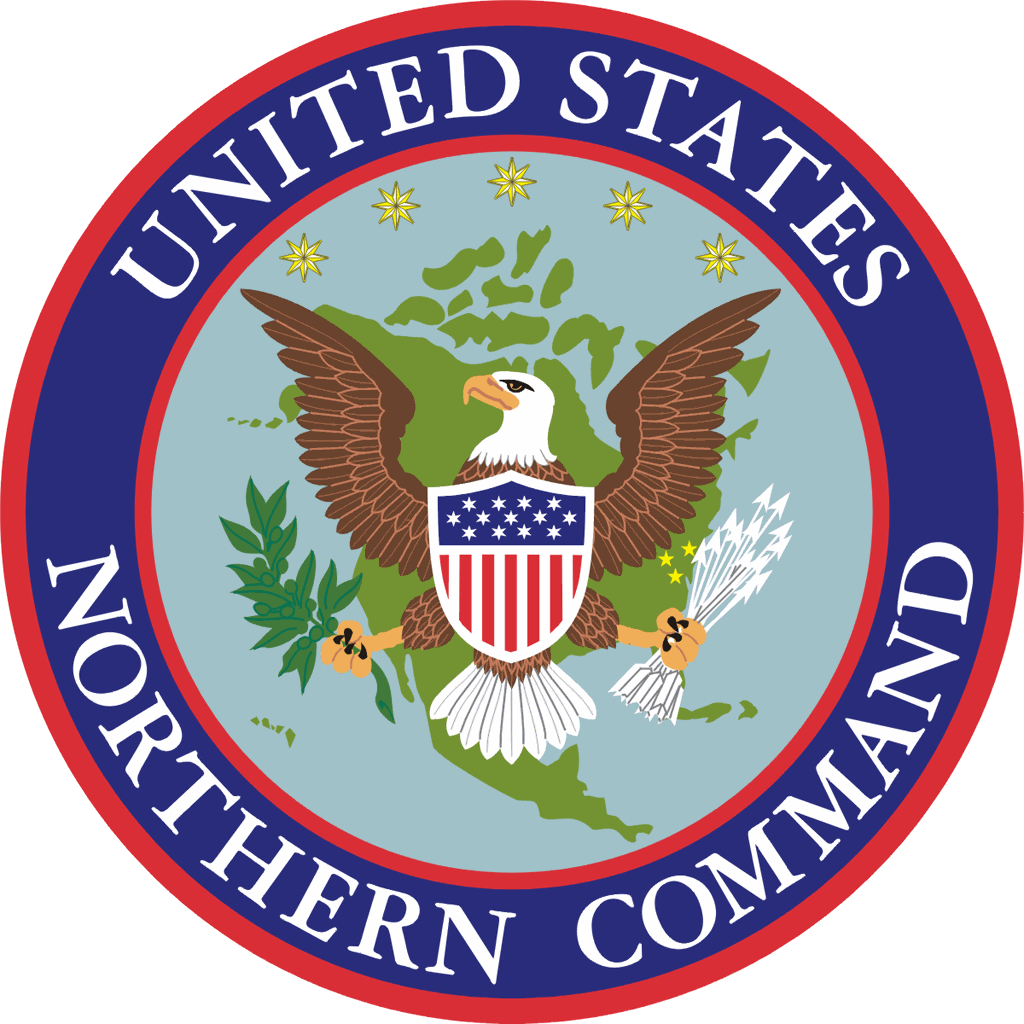
美国北方司令部徽章
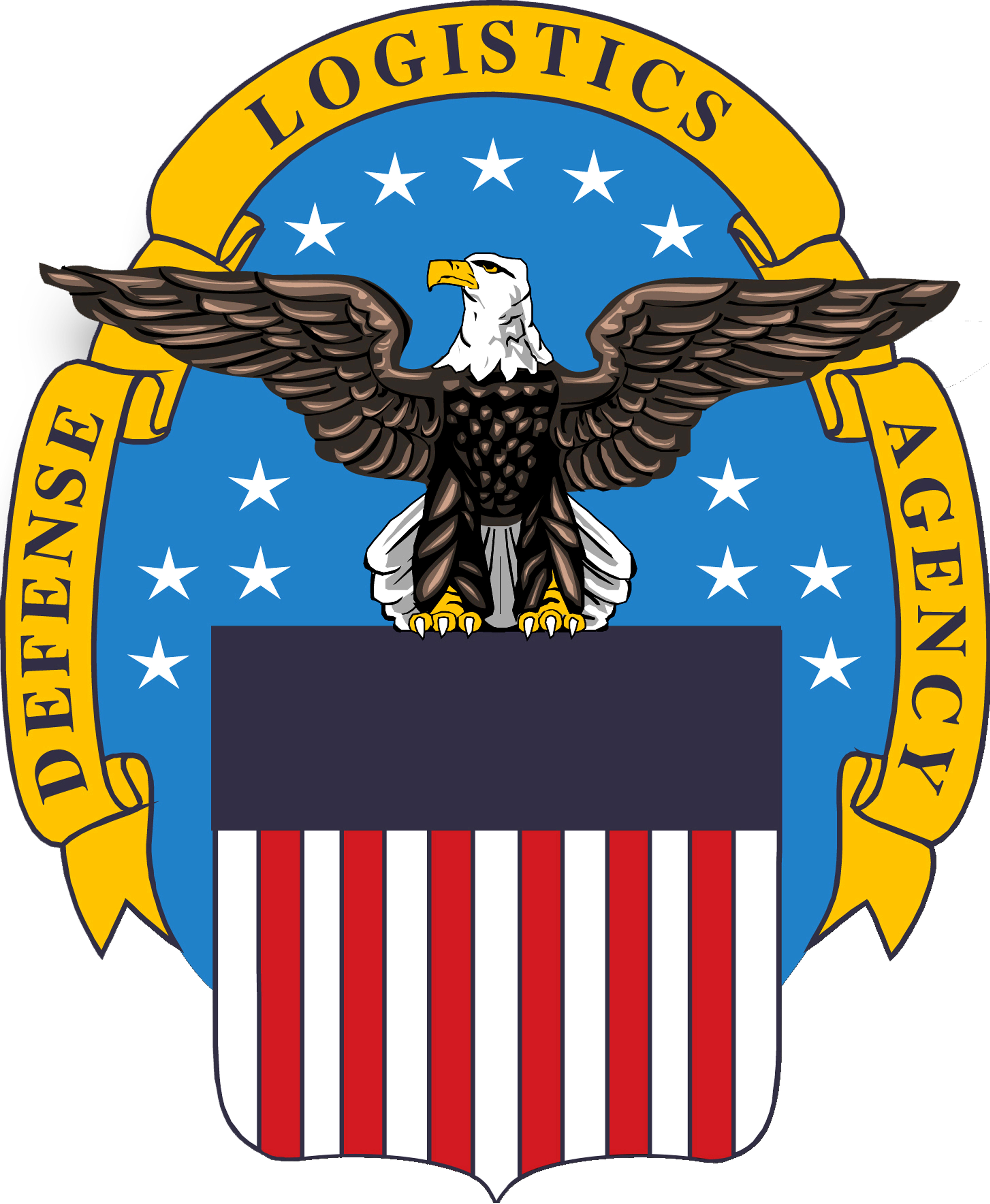
美國國防後勤局徽章
美国国家安全局徽章
美国国家侦察局徽章
美国国家地理空间情报局徽章

## 外部連結
- 官方网站 （英文）